# Jacob Otto Hoof
Jacob Otto Hoof, född 22 oktober 1768 i Lida i Sätila, död 10 januari 1839 i Holsljunga, var en svensk präst och väckelsepräst.  

## Biografi
Jacob Otto Hoof var son till fältväbeln Abraham Hoof och Anna Håkansdotter.
Hoof blev vigd till präst 1795 i Lund och blev magister i Greifswald 1799. År 1821 blev han ordinarie komminister i Svenljunga i Göteborgs stift efter att ha vikarierat på tjänsten i nära två decennier. Han var en känd väckelsepredikant i den lagiska pietismens anda, dock med inslag av herrnhutismens blod- och sårteologi och ett om katolsk mysticism påminnande försakelsekrav. 
Efter att ha genomgått en omvändelse 1808 blev han omtalad som väckelsepredikant. Han samlade kring sig den så kallade hoofianska sekten, som utmärkte sig genom medlemmarnas asketiska livsföring. Rörelsen fick namnet hoofianismen. Dess inflytande sträckte sig till Halland, Västergötland och Småland. 
Hoof var bosatt i Floghult i Holsljunga, dit folk vandrade långväga ifrån, för att höra förkunnelsen från hans så kallade prediko-sten, nu räknad som en av traktens sevärdheter. På Holsljunga kyrkogård finns hans grav under en liggande sten av ansenlig storlek. Riktningen hyllade sträng söndagshelgd, enkelhet i klädedräkt och dylikt och leddes av allmogemän, som höll konventiklar, dock utan separation från Svenska kyrkan. Hoofianismen undanträngdes i stort sett av schartauanismen och nyevangelismen, men hans inflytande i Växjö stift var mer långvarigt än i hemstiftet.